# アンダーダーク
アンダーダーク (The Underdark) はダンジョンズ&ドラゴンズに登場する文字通りの地下世界。＜暗黒世界＞。大陸の地下に広がっており、洞窟とトンネルによって結ばされた広大な地下ネットワークを成している。基本的に四季はない。アンダーダークは奇妙な生物と古来の種族が住む異様な土地であり、ほぼすべての彼らは地上に生存する物に対し敵意を持っているが、中にはダークエルフなど、地上を追われた種族も複数存在する。

## 関連書籍
- アンダーダーク ISBN 4894255138
- City of the Spider Queen